# Cellach de Armagh
Cellach de Armagh o Celsus o Celestinus (1080-1129) fue arzobispo de Armagh y un importante contribuyente a la reforma de la iglesia irlandesa en el siglo XII.  Es venerado en la Iglesia católica como San Cellach. Aunque era miembro de la dinastía eclesiástica laica de Clann Sínaig, tomó los santos votos y obtuvo la ordenación sacerdotal. Esto puso fin a la situación anómala, vigente desde 966, según la cual el jefe supremo de la Iglesia irlandesa había sido un laico. Tras el Sínodo de Ráth Breasail, en el que se estableció una estructura diocesana para Irlanda, se convirtió en el primer primado metropolitano de toda Irlanda.

## Primeros años y antecedentes
Cellach era hijo de Áed mac Máele Ísu meic Amalgada del Clann Sínnaig.  Áed había sido abad de Armagh y Coarb Pátraic ("heredero" o "sucesor" de San Patricio; jefe de la iglesia de Armagh) desde 1074 hasta 1091. El Clann Sínaig, del sept Uí Echdach del Airthir en Airgíall, había monopolizado  el oficio de abad de Armagh desde 966. En historiografía posterior, Clann Sínaig se ha asociado con el tipo de secularización que hizo necesaria una reforma de la iglesia, descrita por Marie Térèse Flanagan como una "dinastía eclesiástica laica arraigada hereditariamente" y menos halagador denunciado por Bernardo de Claraval como esa "generatio mala et adultera".

## Coarb Pátraic
Tras la muerte de su tío abuelo Domnall mac Amalgada en agosto de 1105, Cellach sucedió como abad de Armagh y Coarb Pátraic. Los Anales de Úlster señala que esto se hizo "por elección de los hombres de Irlanda". A diferencia de sus predecesores/antepasados laicos, buscó la ordenación sacerdotal, que Flanagan ha descrito como un "paso decisivo de reforma". Estaba de acuerdo con el primer Sínodo de Cashel (1101), que había legislado contra los laicos que ocupaban cargos eclesiásticos. Recibió órdenes el sábado 23 de septiembre de 1105, en "la fiesta de Adomnán". Pasaron seis semanas desde la muerte de Domnalls hasta la ordenación de Cellachs, Martin Holland ha sugerido que este retraso era para que la ordenación se llevara a cabo el primer sábado de septiembre.  Holland sugiere que esto puede implicar que la consideración por la canonicidad en Armagh estaba en "mejor forma" de lo que otras fuentes podrían hacernos creer.
El obispo titular de Armagh, Cáenchomrac Ó Baígill, murió en 1106. Esto ofreció a Cellach la oportunidad de unir el oficio abacial y episcopal, y cuando ese mismo año visitó Munster "asumió las órdenes de un noble obispo por mandato del  hombres de Irlanda ".  El hecho de que esto se hiciera en Munster puede ser una indicación de la influencia que tuvo Muirchertach Ua Briain (Murrough O'Brian) sobre asuntos eclesiásticos.  Los obispos recientes de Dublín y Waterford habían sido consagrados en Canterbury por los arzobispos Lanfranco y Anselmo;  Gilla Pátraic en 1074, Donngus Ua hAingliu en 1085, Samuel Ua hAingliu y Máel Ísu Ua hAinmire en 1096. No hay indicios de que Canterbury estuviera involucrado en la consagración de Cellach, y cuando Gille Espaic fue consagrado como primer obispo de Limerick fue  probablemente hecho por Cellach. Gilla recibió una carta de Anselm felicitándolo por su ascenso a la sede de Limerick, y no hubo ninguna sugerencia de que Anselm sintiera que Canterbury había sido despreciado o debería haber estado involucrado.
Varias visitas hechas por Cellach como obispo (y luego como arzobispo) están registradas en los anales irlandeses: visitó Cenél nEógain en 1106, Munster en 1106 y 1120, Connacht en 1108 y 1116, y Mide en 1110. Los registros de las visitas son seguidos por fórmulas como "y obtuvo un tributo completo" o "se llevó todas sus cuotas", lo que indica el carácter oficial de sumisión eclesiástica incrustado en dicha visita. Cellach también llevó a cabo negociaciones entre rivales  gobernantes seculares, en particular entre Muirchertach Ua Briain y el demandante de alto reinado de Uí Néill del norte, Domnall Ua Lochlainn del Cenél nEógain.  Hay registros de Cellach haciendo "la paz de un año" entre estos dos en las entradas de los Anales de Úlster de 1107, 1109 y 1113.
Durante su mandato, el priorato de San Pedro y Pablo en Armagh fueron refundados por Imar, el sabio preceptor de San Malaquías de Armagh.  Este fue el primer establecimiento en Irlanda en el que se introdujeron los canónigos regulares de San Agustín .

## Sínodo de Ráth Breasail y Dublín
Cellach asistió y desempeñó un papel destacado en el Sínodo de Ráth Breasail en 1111. Este sínodo, presidido por Gilla Espaic como legado apostólico y al que asistieron cincuenta obispos, trescientos sacerdotes y más de tres mil laicos, marcó la transición de la iglesia irlandesa de una iglesia monástica a una diocesana y parroquial. Estableció dos provincias metropolitanas, con arzobispados en Armagh y Cashel.  Se le dio prominencia a Armagh, lo que convirtió a Cellach en el primado de la iglesia en Irlanda.  Cada provincia constaba de doce diócesis territoriales.
La sede de Dublín no se incluyó, ya que Dublín había estado hasta entonces bajo la primacía de Canterbury, pero, según Martin Holland, se dejó un lugar abierto para ella, en el sentido de que solo once diócesis fueron declaradas bajo Cashel. Sin embargo, Flanagan afirma que "los decretos del Sínodo de Ráith Bressail ... ... habían contemplado la absorción de Dublín en la diócesis adyacente de Glendalough recién creada".
El ver de Dublín no fue incluido, cuando Dublín hasta la fecha había sido debajo primacía de Canterbury, pero según Martin Holanda, un sitio quedó abierto para él, en el sentido que sólo once diócesis estuvo declarada bajo Cashel. Flanagan aun así, afirma que "los decretos del Sínodo de Ráith Bressail... ...Tenido envisaged la absorción de Dublín a la diócesis adyacente nuevamente creada de Glendalough".
Cuando el obispo Samuel de Dublín murió en 1121, Cellach reclamó la supremacía de Armagh sobre Dublín.  Los Anales de Ulster declaran que "asumió el obispado de Áth Cliath [Dublín]" y agrega que esto fue "por elección de extranjeros e irlandeses", es decir, con el apoyo de la población nórdica e irlandesa.  Obviamente, hubo una resistencia significativa contra esto en Dublín, sin embargo, el subdiácono llamado Gréne fue rápidamente obispo por un grupo en la ciudad y enviado a Canterbury, donde fue consagrado por el arzobispo Ralph d'Escures el 2 de octubre de 1121. Según Holland, tomó Gréne  algunos años antes obtuvo la posesión de la sede después de su regreso, pero cuando lo hizo, Dublín "se mantuvo al margen de la iglesia irlandesa recién organizada". Flanagan da una interpretación diferente, que Gréne fue aceptado como obispo de Dublín como parte de algún acuerdo posterior, "probablemente a cambio de reconocer la primacía de Cellach".

## Muerte
En 1129, en una visita a Munster, murió y fue enterrado en Lismore a petición suya.  Cellach fue sucedido por Máel Máedóc Ua Morgair.

## Visio Tnugdali
El Visio Tnugdali escrito c.1149 se refiere a Cellach de la siguiente manera: "Cuando San Ruadan guardó silencio, Tundale miró feliz a su alrededor y vio a Patricio de Irlanda, vestido con túnicas brillantes junto a muchos obispos ataviados con sus mejores galas.  alegre y no se oía ningún suspiro! Entre esa bendita compañía, o pudo ver a cuatro obispos a los que reconoció. Todos eran buenos hombres, uno de ellos era San Cellach, ex arzobispo de Armagh, que hizo mucho bien  Nuestro Señor. Otro fue Malachias O'Moore, que se había convertido en arzobispo de Armagh después de él y dio todo lo que tenía a los pobres. Fundó un gran número de iglesias y colegios, hasta cuarenta y cuatro en total, los dotó con  la tierra y las rentas y así permitió que muchos hombres de religión sirvieran a Dios con devoción, aunque él apenas conservaba lo suficiente para vivir ".